# One Chord to Another
One Chord to Another è il terzo album in studio del gruppo rock canadese Sloan, pubblicato nel 1996 in Canada e nel 1997 nel resto del mondo.

## Tracce
1. The Good in Everyone – 2:17
2. Nothing Left to Make Me Want to Stay – 2:35
3. Autobiography – 3:18
4. Junior Panthers – 2:38
5. G Turns to D – 3:24
6. A Side Wins – 3:11
7. Everything You've Done Wrong – 3:29
8. Anyone Who's Anyone – 2:48
9. The Lines You Amend – 2:32
10. Take the Bench – 3:50
11. Can't Face Up – 3:53
12. 400 Metres – 4:31